# 多雄薹草
多雄薹草（学名：Carex polymascula）是莎草科薹草属的植物，为中国的特有植物。分布在中国大陆的四川省等地，生长于海拔3,700米至4,200米的地区，常生于高山灌丛草甸或冷杉林下，目前尚未由人工引种栽培。